# Probal Dasgupta
Probal Dasgupta (Calculta, 1953) , es un esperantista, lexicógrafo y presidente de la Asociación Universal de Esperanto entre 2007 y 2019.
Fue elegido en el congreso Universal de Yokohama en agosto de 2007, su apellido se ha transliterado al Esperanto como Daŝgupto
Doctorado en la Universidad de Nueva York con la creación de la sintaxis de su lengua materna, el Bengalí. Miembro honorífico de la sociedad lingüística de Estados Unidos desde 2004, el enseñó lingüística en tres universidades de la India.

## Obras impresas

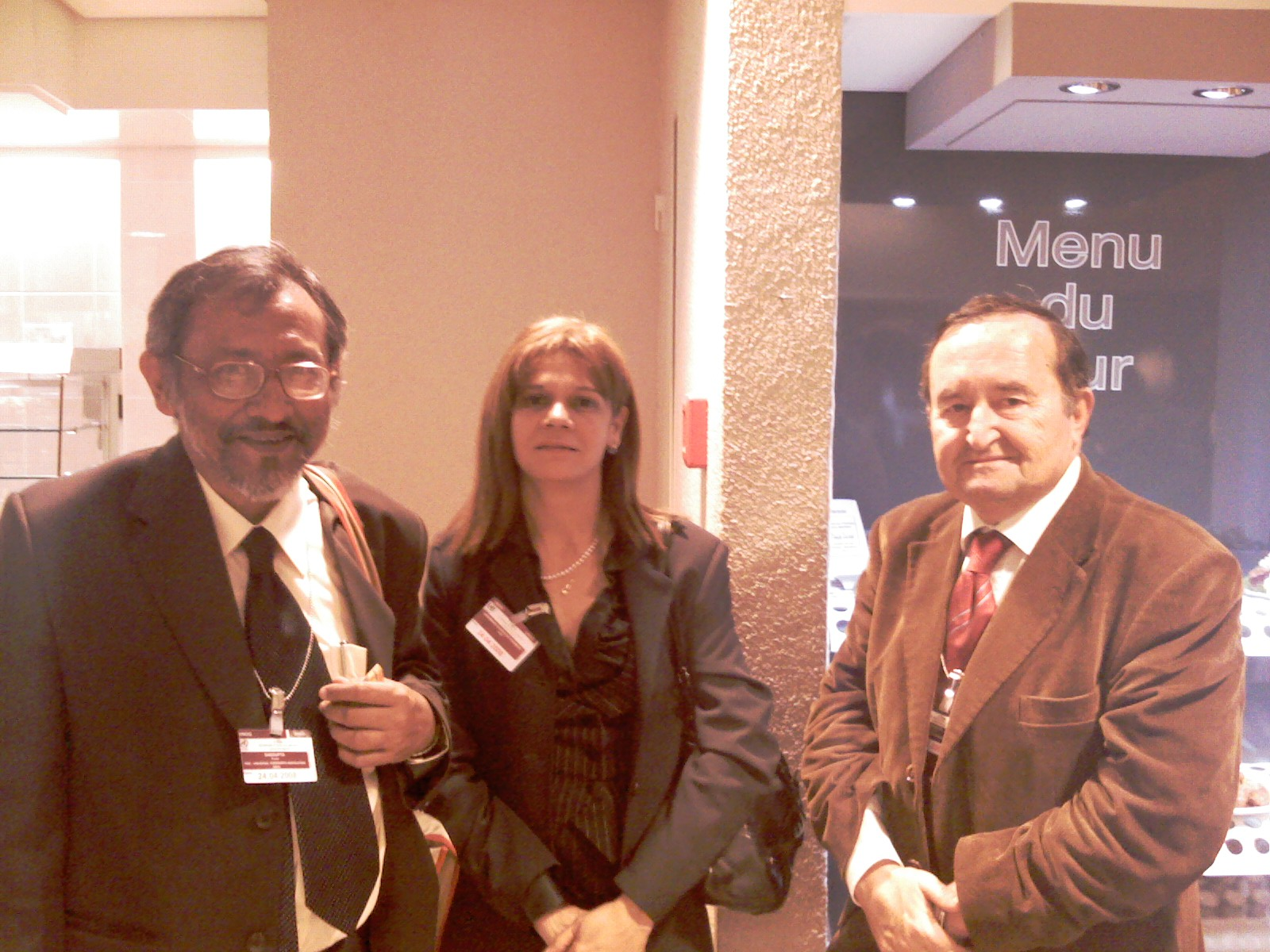
De izquierda a derecha: Probal Dasgupta, Presidente de la Asociación Universal de Esperanto; Nelida Weidmann, miembro de la Sociedad esperantista Suiza y Renato Corsetti, Expresidente de la Asociación Universal de Esperanto.

- Nomi kaj karakterizi (En: De A al B ;  Edición para la conmemoración del 75 aniversario del nacimiento del  Dr. André Albault, 14 de mayo de 1998 / Hrsg.: Haupenthal, Reinhard ;  p.75 - 82)
- Facila lingveto, peza lingvego, cxu? (En: Menade bal püki bal : Festschrift zum 50. Geburtstag von Reinhard Haupenthal ;  p.83 - 94)
- Degree words in Esperanto and categories in universal grammar (En: Interlinguistics : aspects of the science of planned languages / Hrsg.: Schubert, Klaus ;  p.[231] - 247 : bibliogr. p. 246 - 247)
- Adverboj en Esperanto (En: Serta gratulatoria in honorem Juan Régulo: II Esperantismo : [La junta de gobierno presidida por el Magfco. y Excmo. Sr. Rector, decidió la publicación ... come homenaje al profesor Don Juan Régulo Pérez con motivo de su jubilación, a los 70 años...] ;  p.[119] - 130)
- Towards a dialogue between the sociolinguistic sciences and Esperanto culture (Pune: Dashgupta, [1987]. - [28] p. : bibliogr. p. 28) Dashgupta, Probal:
- Culture, sharing and language (En: Rights to language: equity, power and education : celebrating the 60th birthday of Tove Skutnabb-Kangas / Hrsg.: Phillipson, Robert ;  p.[49] - 51)¨Dashgupta, Probal:
- Kategorioj, la fleksio, la lingvistiko, kaj radikoj en Esperanto (En: Centjara Esperanto : jubilea libro de Akademianoj ;  p.63 - 75)
- La toleremo kaj aliaj artoj (En: Lingva arto : jubilea libro omagxe al William Auld kaj Marjorie Boulton / Hrsg.: Benczik, Vilmos ;  p.40 - 49)
- Toward a dialogue between the sociolinguistic sciences and Esperanto culture (En: Esperanto, interlinguistics and planned language / Hrsg.: Tonkin, Humphrey ;  p.[140] - 171 : bibliogr. p. 169 - 171)
- La lingvo kaj la rajto je komunikado (kun Renato Corsetti, Humphrey Tonkin, En: Esperanto: the solution to our language problems : studies and articles on language problems, the right to communicate and the international language (1959-1981) / Hrsg.: Eichholz, Rüdiger ;  p.298 - 361 : ilustr.)
- The otherness of English: India's auntie tongue syndrome: New Delhi/ Thousand Oaks/ London: Sage, 1993. ISBN 978-0-8039-9456-0
- Explorations in Indian Sociolinguistics, Rajendra Singh, Probal Dasgupta, Jayant K. Lele. New Delhi, Sage, 1995, 258 p., ISBN 978-0-8039-9238-2
- After Etymology, 2000

## Resúmenes y referencias
- La modalité subjonctive et la transparence en bangla Conférences du Laboratoire de Linguistique Formelle (en francés)
- Translation and the application of linguistics sur Cat.inist/CNRS (en francés)

## Lecturas en la red
- Substantive language rights (en inglés)
- Translation and the Application of Linguistics, Article, Meta, vol. 39, n.° 2, 1994, p. 374-386. (en inglés)

- Datos: Q12817
- Multimedia: Probal Dasgupta / Q12817